# L'Envie d'aimer
Singles de Daniel Lévi
Ce rêve bleu
(1993) Mon frère
(2001)
L'Envie d'aimer est une chanson interprétée par l'artiste français Daniel Lévi extraite de la comédie musicale d'Élie Chouraqui et Pascal Obispo Les Dix Commandements (2000). La chanson est sortie le 7 juin 2000 en format CD single. Les paroles ont été écrites par Lionel Florence et Patrice Guirao et la musique a été composée par Pascal Obispo. Le titre est réalisé par Pascal Obispo et Pierre Jaconelli.
La chanson a connu un immense succès en France et en Belgique, où elle est restée plusieurs mois dans le top 10 des classements musicaux. Le single s'est vendu à plus de 1 200 000 exemplaires et a été certifié disque de diamant par le SNEP.
La mort précoce de Daniel Lévi à l'âge de 60 ans par rapport à l'espérance moyenne de vie, met plus en lumière les paroles de la chanson, où il chante notamment : « C'est tellement court une vie, tellement fragile aussi. Que de courir après le temps, ne laisse plus rien à vivre ». 
Pascal Obispo se confie sur l'enregistrement de la chanson quelques jours après le décès de Daniel Lévi : « J'avais cette composition dans un coin, pour un dessin animé, un Disney... Je l'ai envoyée à Lionel Florence et Patrice Guirao qui ont fait les textes des 'Dix commandements'. Ils ont écrit les paroles. Puis Daniel l'a enregistrée et là il s'est passé quelque chose. En studio il fallait calmer ses ardeurs. Je lui ai demandé de respecter la mélodie, les paroles, jusqu'au deuxième refrain. En entendant le résultat, les autres artistes de la troupe ont voulu se joindre à lui. Et c'est devenu un titre de plus de six minutes qui, pour la petite histoire n'est pas dans le spectacle. Il n'arrive qu'au rappel ».

## Liste des pistes
1. L'Envie d'aimer – 5:10
2. Mais tu t'en vas – 5:34

## Classement
| Classement (2000)               | Meilleure position |
| ------------------------------- | ------------------ |
| Belgique (Wallonie Ultratop 40) | 2                  |
| France (SNEP)                   | 2                  |
| Suisse (Schweizer Hitparade)    | 20                 |

## Certification
| Pays   | Certification | Date | Ventes    |
| ------ | ------------- | ---- | --------- |
| France | Diamant       | 2000 | 1 200 000 |

## Reprises
Liste des reprises : 
- Céline Dion, The Greatest Reward, dans l'album A New Day Has Come.
- Kids United, L'envie d'aimer, pour le Sidaction 2016[5].
- Ginette Reno, L'envie d'aimer, dans l'album C'est tout Moi[6].